# جان برگر (ورزشکار)
جان برگر (انگلیسی: John Berger; ۳۱ ژوئیهٔ ۱۹۰۹ – ۱۲ ژانویهٔ ۲۰۰۲) اسکی‌باز صحرانوردی اهل سوئد بود.